# Бигеев, Муса Яруллович
Муса Яруллович Бигеев (Муса Биги, Муса Джарулла, тат. Муса Җаруллаһ улы Бигиев; 25 декабря 1873 (7 января 1874), Кикино, Чембарский уезд, Пензенская губерния, Российская империя — 28 октября 1949, Каир, Королевство Египет) — татарский философ-богослов, публицист, один из лидеров прогрессивного движения (джадидизм) среди мусульман России начала XX века.

## Биография

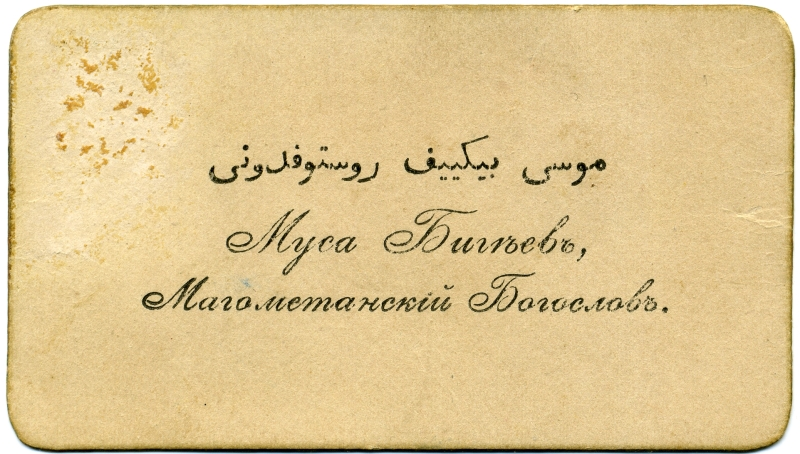
Муса Бигѣевъ, Магометанскій богословъ.
Визитная карточка

Муса Яруллович Бигеев (Биги — в старинной транскрипции пензенских татар-мишарей) родился 25 декабря 1873 г. в селе Кикино Чембарского уезда Пензенской губернии (ныне Каменский район Пензенской области). Его отец был назначен ахуном в Ростов-на-Дону, и семья переехала. Сам Бигеев должного внимания дате и месту рождения не уделял, что привело в настоящее время к разночтениям. Имел светское и богословское образование, окончив реальное училище в Ростове-на-Дону, учился в медресе Бахчисарая, Казани, Бухары, в старейшем мусульманском университете «Аль-Азхар» в Каире. В мае 1905 г., вернувшись на родину, женился на Биби-Асьме Мухаммед-Закир кызы, дочери чистопольского купца и ишана М.-З. Камалова, основателя медресе «Камалия».
Перебравшись в Петербург, посещал вольнослушателем лекции на юридическом факультете Императорского Петербургского университета, публиковался в газете Абдрашида Ибрагимова «Ульфят» (Согласие), работал над созданием партии «Иттифак аль-Муслимин» (Союз мусульман), идейно близкой партии кадетов. Участвовал в работе первого организационного съезда мусульман, проведенного 15 августа 1905 г. во время крупнейшей в Европе Нижегородской ярмарки. В 1906 г. был активным участником на втором и третьем съездах мусульман, избирался членом Центрального бюро партии. На русском языке опубликовал брошюру «Устав Всероссийского мусульманского союза» с предисловием «Начало нашего движения». В 1914 г. был секретарем четвёртого съезда мусульманской интеллигенции, проходившего в Петербурге. В дальнейшем опубликовал материалы съездов в книге «Основы реформ». Свои труды по богословию Бигеев начал издавать с 1906 г. Вскоре он приобрел широкую известность. В 1908 г. издал книгу «Путешествие по Междуречью» своего покойного старшего брата Мухаммеда-Загира Бигеева (1870, c. Кикино Пензенской губернии — 1902, Ростов-на-Дону), одного из первых татарских писателей, автора светских романах «Тысячи, или Красавица Хадича» (1887) и «Великие грехи» (1890).
В конце 1909 г. началась его непродолжительная педагогическая деятельность в медресе «Хусаиния» в Оренбурге. Бигеев читал лекции по мусульманскому праву, арабскому языку и литературе. С этого периода свои статьи Бигеев стал подписывать на тюрки: Муса Джарулла. Работал над переводом Корана на татарский язык. В 1912 г. труд был закончен, но его публикации помешала развернувшаяся полемика среди реакционной части мусульманского духовенства и резко отрицательная оценка Оренбургского муфтия, которые считали, что божественное слово Корана не нужно переводить, достаточно пользоваться многочисленными толкованиями. В 1914 г. в журнале «Исторический вестник» публиковали статью Н.Федотова «Мусульманский Лютер» с изложением сути некоторых оригинальных взглядов богослова. В Петербурге был совладельцем издательства «Аманат» купца Мухаммед-Алима Максутова, для типографии которого разработал шрифты.
В дни Февральской революции участвовал в работе Всероссийского мусульманского съезда в Москве в мае 1917 г., был избран членом Всероссийского мусульманского совета. В конце 1917 г. возглавил 1-й магометанский приход, стал имамом соборной мечети Петрограда. Издавал газету «Аль-минбар». Далее пытался сотрудничать с советской властью: в соавторстве с активистами составил устав мусульманской общины, добился открытия для татарских детей школы с преподаванием татарского языка, истории и литературы тюрко-татар.
В 1920 г. на съезде мусульманского духовенства в Уфе Бигеев ознакомил делегатов со своими предложениями по переустройству мусульманского общества «Воззвание к мусульманским нациям», своего рода исламскую конституцию. Основные положения этого выступления легли в его книгу «Азбука ислама», которая была издана в 1923 г. в Берлине. После этой публикации был арестован в Москве, куда он прибыл из Петрограда, направляясь на конференцию в Индию. Этот арест вызвал волну возмущения. Татары Финляндии обратились за помощью к правительству Турции, дружественному Советской России. Ведущие газеты Стамбула и Анкары опубликовали телеграммы с требованием освободить богослова. Бигеев был освобожден с условием проживания в Москве в течение двух лет под надзором властей. В 1924—1926 годах Бигиев преподавал основы ислама в Исторической мечети города Москвы.
Муса Бигеев поддерживал связи с азербайджанскими мусаватистами, которые вели борьбу в подполье против Советской власти. В 1922 году он, вместе с членами подпольной организации Мусавата Дадашем Гасановым и Рагим беком Векиловым, принимал участие в организации побега преследуемого советскими властями лидера мусаватской партии Азербайджана, бывшего председателя Национального Совета Азербайджана Мамед Эмина Расулзаде через границу Финляндии.
Ссыльного Бигеева включили в состав делегации советских мусульман для участия в работе конгресса в Мекке в мае 1926 г. Тогда Бигеев совершил хадж. Одновременно община ленинградских татар избрала его делегатом на очередной съезд духовенства, который состоялся в октябре-ноябре 1926 г. в Уфе. На этом съезде Бигеев был избран членом Ученого совета.
В 1927 г., вернувшись в Ленинград, Бигеев наблюдал деятельность Союза воинствующих безбожников и очередную кампанию власти: борьбу с «бывшими». Под эту категорию подходили все лица непролетарского и некрестьянского происхождения. Чистку прошли без исключения все организации. Многих специалистов лишили работы, на их должности назначали активных рабочих. Неоднократно обращался к академику И. Ю. Крачковскому за содействием в получении места преподавателя в Ленинградском университете, был готов преподавать арабский, персидский или турецкий языки. В 1929 г. в поисках работы обращался к правительству Афганистана. Несмотря на то, что Бигеев нигде не работал, он был обязан платить налоги, так как считался научным работником. Городскими властями было принято решение о лишении продовольственных карточек целой категории граждан, в том числе духовенства и членов их семей. В конце 1930 года Бигеев принял решение об эмиграции. 
У Мусы Бигеева был неофициальный телохранитель — Мансур Туктаров. 
В связи с побегом Бигеева советскими властями в ночь с 15 на 16 февраля 1931 года была арестована группа верующих и духовенства Соборной мечети Ленинграда. В числе арестованных были жена и трое детей Бигеева. Арестованных обвиняли в контрреволюционной агитации и в связях с татарской общиной Финляндии. Постановлением коллегии ОГПУ от 23 июля 1931 года 23 человека из арестованных были приговорены к различным срокам заключения.

### В эмиграции
Бигеев был последним из мусульман-прогрессистов нелегально эмигрировавшим из Москвы в Китайский Туркестан. Без преувеличения можно сказать, что в то время он был широко известен во всем мусульманском мире как автор 120 богословских трудов, в том числе перевода Корана на татарский язык. Бигеев выехал из Ленинграда, где проживал с семьей, в Москву, и далее по железной дороге направился в Среднюю Азию, перейдя границу, он оказался в Кашгаре. Из Китайского Туркестана перебрался в Афганистан, где благодаря помощи Надиршаха получил паспорт и выехал в Индию, затем отправился в Египет, где переиздал свою работу «Обращение к Великому Национальному Собранию Турции», адресованную Ататюрку.
В 1933 г. жил в Берлине. В типографии А. Мухаммедова при финансовой поддержке финских татар вышли в свет книги: «Доказательства всеохватности Божественной милости», «Йаджудж в свете чудесных сообщений священных аятов Корана» и «Женщина в свете священных аятов Благородного Корана» с посвящением жене. Непродолжительное время жил и работал в Финляндии, читал лекции татарской молодежи.
В 1934 г. он, покинув Финляндию, путешествовал по Ирану и Ираку, исследовал религиозное течение шиитов, в Индии изучал санскрит и индуистские книги Махабхарата и Веды. В 1938 г. с миссионерской целью путешествовал по Японии, Китаю, Яве, Суматре. В конце 1939 г. он вновь отправился в Индию, с намерением выехать в Афганистан и осесть в Кабуле, но был арестован колониальными властями и провел полтора-два года в тюрьме Пешевара. Освобождение стало возможным благодаря вмешательству правителя г. Бхопала Мухаммада Хамидуллы, но до 1945 года он оставался в Пешеваре под гласным надзором англичан. Это был плодотворный период в его научной деятельности. Им были написаны и изданы восемь книг. Доход от продажи книг автор пожертвовал на создание медресе для детей бомбейских переселенцев. С 1946 г. жил в Египте, выезжая в Турцию. Неоднократно совершал хадж. В 1947 г. предпринимал попытку вернуться на родину.
28 октября 1949 г. Бигеев скончался в Каире. Заупокойные молитвы были совершены в мечети Сайида Нефиса, похоронен в Афифи на фамильном королевском кладбище Хедивие. Книги из личной библиотеки Бигеева по воле покойного были переданы в Национальную библиотеку Турции.

## Творческое наследие
- «В знании — сила»,
- «Арабская литература и мусульманская наука»,
- «История Корана и Священных Писаний»,
- «Вскользь о верованиях людей»,
- «Доказательства милосердия Всевышнего»,
- «Пост в длинные дни»,
- перевод Корана на татарский язык,
- «Графические поправки к изданиям Корана»,
- «Перевод дивана Хафиза»,
- «Мусульманское законоведение»,
- «Биография автора „Ал-Лузумийат“ („Обязательность необязательного“) философа имама Абу-л-Алаал-Маарри»,
- «Мелкие мысли на великие темы»,
- "Соображения: К критике книги Риза-ад-дина б. Фахр ад-дина «Религиозные и социальные вопросы»,
- «Азбука ислама»,
- «Йаджудж в свете чудесных сообщений священных аятов Корана»,
- «Женщина в свете священных аятов Благородного Корана»,
- «Критика шиитских воззрений»,
- «Дни жизни Пророка»,
- «Морфология в Коране»,
- «Бытие людей в доисламскую эпоху»,
- «Программа Исламского научного университета»,
- «Конституция в Исламе»,
- «Рост и банки в Исламе»

и многие др.

## Память
С началом перестройки и гласности забытое имя богослова вернулось на страницы печати. Фамилия Бигеева при переводе со старо-татарского была искажена, далее последовало искажение фамилии его брата, он тоже стал Бигиевым.
В Казани переводят на современный татарский и русский языки труды Бигеева, его имя носит одна из улиц города. В связи с 50-летием со дня кончины богослова в ноябре и в декабре 1999 г. в Анкаре и Казани состоялись симпозиумы, организованные учеными Турции и России.
В 2007 г. в проекте «Иджма=Согласие» Музея антропологии и этнографии им. Петра Великого (Кунсткамера) РАН о Бигееве был создан фильм «Рукопись и судьба» по сценарию д.и.н. Е. А. Резвана. Документальный фильм «И раскололся месяц» (реж. Б. Баишев, сцен. А. Хайрутдинов, Р. Хакимов) получил специальный приз «За вклад в дело исламского просвещения» на IV Международном фестивале мусульманского кино «Золотой минбар» в 2008 г.
В 2010 г. по сохранившимся у потомков богослова гранкам вышел репринтный перевод Корана на татарский язык. В это двухтомное издание вошла «Книга О Мусе-эфенди, его времени и современниках», сборник историко-биографических материалов, написанная на основе архивных документов, воспоминаний дочери и дневника жены богослова.
В 2013 г. в Каменском районе Пензенской области был проведен ряд мероприятий, приуроченных к 140-летию со дня рождения М. Бигеева. 23 июня 2013 г. в с. Кикино, на малой родине улема, на фасаде школы установлена памятная доска в честь знаменитых уроженцев этих мест. 21 декабря 2013 г. в г. Каменка прошли «Бигеевские духовно-нравственные чтения»; имя Мусы Бигеева было присвоено мектебу, а также скверу рядом с мечетью г. Каменка.
В Москве 12 декабря 2014 г. в рамках X Международного мусульманского форума состоялись Всероссийская научно-образовательная исламская конференция «Бигеевские чтения. Диалог религий: опыт сквозь призму исламского образования» и научный диспут «Толерантность или плюрализм? Позиция Священного Корана».
В Казани 10 апреля 2015 г. в Музее исламской культуры мечети Кул Шариф состоялось открытие временной выставки «Вечный странник», посвященной М. Бигееву.
В Санкт-Петербурге в мае 2015 г. Духовным управлением мусульман Российской Федерации была проведена II Международная научно-образовательная конференция «Бигеевские чтения» на тему «Мусульманская мысль в XXI веке: единство традиции и обновления».
В Запорожье (Украина) в июне 2015 г. по инициативе Центра национальных культур «Сузi, я» областной библиотеки им. М. Горького и Запорожского центра татарской культуры «Алтын Ай» состоялся круглый стол, посвященный памяти М. Бигеева.

## Семья
- Жена — Асьма Закировна (1884, Чистополь — 1975, Уфа).
- Сын — Ахмед (1906, Чистополь — 1906, Ростов-на-Дону).
- Дочь — Марьям (1907, Чистополь — 1993, Уфа).
- Дочь — Зайнаб (1908, Чистополь — 1967, Москва).
- Сын — Мухаммед (1909, Чистополь — 1942?, Москва?).
- Дочь — Хинд (1911, Чистополь — 1962, Уфа).
- Сын — Ахмед (1912, Чистополь — 1994, Мюнхен).
- Дочь — Айша (1915, Чистополь — 1915, Чистополь).
- Дочь — Фатима (1918, Петроград — 2006, Санкт-Петербург).

После нелегальной эмиграции Мусы Бигеева в апреле-мае 1931 г. были арестованы Марьям, Хинд и Ахмед в Ленинграде, Зайнаб в Казани, Мухаммед в Горьком. Все члены семьи (мать и дети) 18 августа 1931 г. были объявлены членами семьи изменника родины и приговорены к высылке в Вологду на 3 года.
Потомки Бигеева живут в России (Уфа, Москва, Санкт-Петербург) и на Украине (Киев, Запорожье, Днепропетровск). Зятем Бигеева был его ученик доктор филологических наук Тагирджанов Абдурахман Тагирович (1907—1983) — ученый-востоковед, профессор Ленинградского Государственного университета. Двоюродным племянником богослову доводился д.т. н. Бигеев Абдрашит Мусеевич (1917—2010) — учёный-металлург, профессор Магнитогорского государственного технического университета, заслуженный деятель науки и техники РСФСР, почетный гражданин Магнитогорска.